# Moed katan
Mo'ed Katan (hebrejsko מועד קטן, slovensko Mali praznik) je enajsta razprava iz drugega dela Mišne in Talmuda z naslovom Seder Moed.
Razprava obravnava predvsem predpise, ki veljajo v dnevih med prvim in zadnjim dnem Pashe in Sukota, ker oba praznika trajata cel teden. Vmesni dnevi so znani tudi kot Hol HaMoed. Moed Katan obravnava tudi predpise o žalovanju (avelut). Ima sami tri poglavja in gemare v Jeruzalemskem in Babilonskem Talmudu.

## Naslovi poglavij
1. מַשְׁקִין בֵּית הַשְׁלָחִין (Šlahina hiša, deset mišen). To in naslednje poglavje podrobno obravnavata predpise, ki veljejo za  Hol HaMoed.
2. מִי שֶׁהָפַךְ (Kdo je to, pet mišen).
3. וְאֵלּוּ מְגַלְּחִין (In on je morilec, devet mišen). Predpisi o žalovanju.

## Dejavnosti, dovoljene na Hol HaMoed
Pomembna načela, ki izhajajo iz Moeda Katana, povzema Mišna Berura. V odstavku 530: 1 so navedene dejavnosti, dovoljene na Hol HaMoed:
- Davar Ha'Aved – opravila, ki bi povzročila škodo, če ne bi bila opravljena.
- Carhei Moed – med opravili, ki zahtevajo izkušnje, so dovoljena samo tista, ki so povezana s pripravo hrane za tisti dan.
- Bišvil Poel Še'Ajn Lo Ma Johal – če nekdo nima kaj jesti, lahko dela.
- Carhei Rabbim – dejavnosti v korist skupnosti.
- Ma'aseh Hedjot – dela, ki ne zahtevajo izkušenj.